# Čína na Zimních olympijských hrách 2014
Čínu na Zimních olympijských hrách v roce 2014 reprezentuje výprava 66 sportovců v 9 sportech.

## Medailisté
| Medaile | Jméno                                                 | Sport                | Soutěž                 | Datum     |
| ------- | ----------------------------------------------------- | -------------------- | ---------------------- | --------- |
| Zlato   | Čang Chung                                            | Rychlobruslení       | Ženy 1000 m            | 13. února |
| Zlato   | Li Ťien-žou                                           | Short track          | Ženy 500 m             | 13. února |
| Zlato   | Čou Jang                                              | Short track          | Ženy 1500 m            | 15. února |
| Stříbro | Chan Tchien-jü                                        | Short track          | Muži 1500 m            | 10. února |
| Stříbro | Sü Meng-tchao                                         | Akrobatické lyžování | Ženy akrobatické skoky | 14. února |
| Stříbro | Wu Ta-ťing                                            | Short track          | Muži 500 m             | 21. února |
| Stříbro | Fan Kche-sin                                          | Short track          | Ženy 1000 m            | 21. února |
| Bronz   | Ťia Cung-jang                                         | Akrobatické lyžování | Muži akrobatické skoky | 17. února |
| Bronz   | Čchen Te-čchüan Chan Tchien-jü Š' Ťing-nan Wu Ta-ťing | Short track          | Muži štafeta 5000 m    | 21. února |